# Donuts (álbum)
Donuts é o segundo álbum de estúdio do produtor americano de hip hop J Dilla, lançado em 7 de fevereiro de 2006, pela Stones Throw Records. Foi lançado no dia de seu aniversário de 32 anos, três dias antes de sua morte.
O álbum foi gravado em 2005, em grande parte durante a prolongada internação de J Dilla no hospital Cedars-Sinai Medical Center, devido a complicações de púrpura trombocitopênica trombótica (PTT) e lúpus. Vinte e nove das trinta e uma faixas do álbum foram gravadas no quarto de hospital de J Dilla, usando um toca-discos de 45 rpm e um sampler Boss SP-303.
Donuts recebeu ampla aclamação da crítica por seus samples densos e ecléticos e por sua percepção de confronto com a mortalidade. A Pitchfork colocou o álbum em 38º lugar em sua lista dos 50 melhores álbuns de 2006 e em 66º lugar em sua lista dos 200 melhores álbuns de 2000. Em 2020, a Rolling Stone classificou o álbum em 386 em sua lista de 500 Melhores Álbuns de Todos os Tempos. É considerado, tanto por fãs quanto pela crítica, como a obra-prima de Dilla, um clássico do hip hop instrumental e um dos álbuns de hip hop mais influentes de todos os tempos, com artistas de vários gêneros citando-o como uma inspiração.

## História
Em 2002, J Dilla foi diagnosticado com púrpura trombocitopênica trombótica, uma doença sanguínea incurável, enquanto também lutava contra o lúpus eritematoso disseminado, diagnosticado um ano antes. De acordo com um amigo próximo e colega produtor, Karriem Riggins, o ímpeto para Donuts veio durante uma prolongada internação hospitalar no verão de 2005.
Em sua última entrevista, concedida à Scratch Magazine em novembro de 2005, Dilla falou brevemente sobre a criação do álbum:

É apenas um compilado de coisas que achei que seriam um pouco demais para os MCs. É basicamente o que isso é, tá ligado? Sou eu mixando umas gravações que pessoas não conseguem mandar uma rima por cima, mas querem mandar. Tem um monte disso.
Na edição de dezembro de 2006 do The Fader, a mãe de J Dilla e ex-cantora de ópera, Maureen Yancey, falou sobre sua observação sobre a rotina diária de seu filho durante a produção de Donuts :

Eu sabia que ele estava trabalhando em uma série de beats de CDs antes que ele viesse para Los Angeles. "Donuts" foi um projeto especial que ele ainda não tinha nomeado. Esse foi o fim de sua fase "Dill Withers", enquanto ele estava morando em Clinton Township, Michigan. Sabe, ele passou por muitas fases diferentes, musicalmente. Ele começava um projeto, voltava, saía para comprar mais discos e então voltava para trabalhar no projeto de novo.

Eu o via o dia todo, todo dia. Eu ia para lá na hora do café, voltava para Detroit para checar a creche que estava gerenciando, e então voltava para sua casa para o almoço e a janta. Ele estava em uma dieta especial e ele sempre foi um degustador diferente, enfim. Ele tinha que tomar 15 medicamentos diferentes, e ele as dividia entre as refeições, e todo dia ou outro ele comia um brownie sundae do Big Boys, era sua sobremesa favorita.
Eu não sabia nada sobre o álbum "Donuts" em si até eu chegar em Los Angeles para ficar, temporariamente. Eu pude ouvir um pouco de sua música durante uma de suas internações no hospital, por volta de seu aniversário de 31 anos, quando (amigo e produtor) House Shoes chegou de Detroit para visitá-lo. Eu dava uma espiada e escutava o trabalho em progresso enquanto ele estava em suas diálises de fígado. Ele ficou furioso quando descobriu que eu estava escutando suas músicas! Ele não queria que eu ouvisse nada enquanto não estivesse pronto.

Ele estava trabalhando no hospital. Ele tentava repetir cada beat e ter certeza de que a faixa era algo diferente e que não havia mais nenhuma alteração a se fazer. "Lightworks", ah sim, aquela faixa foi algo interessante! Essa é uma das mais especiais. Essa era tão diferente. Ela misturava música clássica (muito clássica), comercial e hip hop underground, tudo ao mesmo tempo.

## Composição
Donuts é um álbum instrumental de hip hop; as únicas letras são frases curtas e suspiros retirados de vários discos.  Donuts contém 31 faixas, o mesmo número da idade de J Dilla no momento da gravação. A maioria das músicas são bastante curtas, durando de 1 a 1,5 minutos cada, variando entre diversos estilos e tons. A Clash chamou o álbum de "uma conversa entre dois produtores completamente diferentes". O comunicado de imprensa original do álbum comparou-o com uma varredura de estações de rádio de uma cidade desconhecida. 
A ordem das faixas também é incomum: o álbum começa com um Outro e termina com uma introdução, ou seja, começa no fim e termina no começo.  De acordo com Collin Robinson do Stereogum, "é uma metáfora quase perfeita demais para a habilidade sobrenatural de Dilla de virar do avesso qualquer coisa que ele tenha sampleado".  O final da faixa final flui direto para o início da primeira,  formando um loop infinito, fazendo uma alusão ao formato circular das rosquinhas, ou donuts.

## Gravação
Em 2005, J Dilla foi submetido a tratamento no hospital Cedars-Sinai Medical Center por complicações causadas pela PTT e uma forma de lúpus.  Enquanto estava no hospital, Dilla trabalhou em dois álbuns: Donuts e The Shining. 29 das 31 faixas de Donuts foram gravadas no hospital, usando um sampler Boss SP-303 e um toca-discos Numark PT-01 que seus amigos trouxeram para ele. As gravações que sua mãe e amigos traziam foram usados como fonte de samples do álbum. Sua mãe relembra no documentário Crate Diggers :  "Quando eu peguei a caixa e ele a olhou, como se fosse uma caixa inteira de leite cheia de 45s, acho que ele podia ter tirado uma dúzia de lá e deixado o resto de lado. Ele dizia 'você pode levar isso de volta para casa'. Ele dizia 'nada disso é bom'."
Ao longo do ano, o estado de saúde de J Dilla piorou. Suas pernas incharam, dificultando a caminhada. Às vezes, suas mãos ficavam tão inchadas que ele mal conseguia movê-las. Se a dor fosse muito intensa, sua mãe massageava as pontas dos dedos, para que ele pudesse continuar trabalhando no álbum. Ocasionalmente, ele acordava no meio da noite e pedia à mãe que o levasse da cama para os instrumentos. De acordo com Kelley L. Carter do Detroit Free Press, J Dilla disse ao seu médico que estava orgulhoso do trabalho, e que tudo o que queria fazer era terminar o álbum.
Enquanto trabalhava no álbum, Dilla não permitiu que ninguém ouvisse seu trabalho inacabado e ficou furioso ao descobrir que sua mãe a ouviu enquanto ele estava em diálise.

## Lançamento e promoção
Donuts estava pronto para ser lançado em outubro de 2005, mas de acordo com a gravadora Stones Throw, a sua distribuidora, EMI, "não achava que um álbum instrumental estranho e difícil de um produtor underground movimentaria as 10.000 cópias projetadas", já que o álbum anterior de Dilla, Champion Sound, não conseguiu obter sucesso comercial.  Mais tarde, a gravadora chegou a um acordo com a distribuidora e o álbum foi lançado no início de fevereiro de 2006, junto com um single bônus, "Signs". 
Donuts foi lançado em 7 de fevereiro de 2006, aniversário de 32 anos de J Dilla. Para comemorar, seus amigos Madlib, Peanut Butter Wolf, Egon e J Rocc visitaram sua casa. Embora J Dilla estivesse geralmente enérgico, apesar de seu estado de saúde, ele resmungava e gesticulava fracamente durante aquele dia.  Três dias depois, em 10 de fevereiro de 2006, ele morreu em sua casa em Los Angeles, Califórnia. Segundo sua mãe, a causa da morte foi uma parada cardíaca.
A capa do álbum foi desenhada pelo diretor de arte da Stones Throw, Jeff Jank. Devido ao estado de saúde de Dilla na época, não foi possível compor uma nova foto para a capa do álbum. Em vez disso, foi utilizada uma foto de algumas imagens brutas de Dilla na filmagem do vídeo de MED para seu single, "Push". A filmagem bruta foi enviada pelo diretor Andrew Gura para Jeff Jank. Ao ver a foto, Maureen Yancey afirmou que achou que esta foto capturou perfeitamente o espírito de seu filho. O título do álbum veio do gosto pessoal de J Dilla por donuts.
A morte de Dilla, três dias após o lançamento do álbum, foi amplamente lamentada pela comunidade do hip hop, incluindo todos aqueles que trabalharam com ele no passado e nos anos mais próximos de sua morte, especialmente a comunidade hip-hop de Detroit (que incluía o rapper Proof, amigo e associado de Dilla, que morreu logo depois de Dilla).

### Donuts: J Rocc's Picks
Para promover o álbum, a Stones Throw, em associação com Guitar Center e Adult Swim, lançou um EP de edição limitada chamado Donuts EP: J. Rocc's Picks. O EP continha cinco versões estendidas dos instrumentais de Donuts e a faixa bônus, "Signs". Cópias do EP foram distribuídas na Winter Music Conference (WMC) 2006 e South by Southwest (SXSW) 2006. Posteriormente, a gravadora começou a vender versões digitais do EP em seu site oficial.

### Relançamentos
Em janeiro de 2013, o álbum foi relançado como um box set. Além de sete discos de vinil de 7 polegadas, continha um bônus de 7 polegadas com as faixas "Signs" e "Sniper Elite & Murder Goons", com participação de MF DOOM e Ghostface Killah. Vários jornalistas musicais criticaram o box set, afirmando que o álbum deveria ser ouvido como um todo e não dividido.
Em 27 de setembro de 2014, Donuts foi lançado em fitas compactas, como parte do Cassette Store Day.
Em fevereiro de 2016, no 10º aniversário do Donuts, a versão LP do álbum foi relançada. Incluía a arte da capa original com o desenho de Jeff Jank, um novo desenho no verso e notas de capa de Jordan Ferguson, contendo um trecho de seu livro Donuts da série 33⅓ sobre a produção do álbum.

## Recepção e legado
| Críticas profissionais | Críticas profissionais     |
| Pontuações agregadas   | Pontuações agregadas       |
| Fonte                  | Avaliação                  |
| ---------------------- | -------------------------- |
| Metacritic             | 84/100                     |
| Avaliações da crítica  |                            |
| Fonte                  | Avaliação                  |
| AllMusic               | 5 de 5 estrelas.           |
| The A.V Club           | B+                         |
| Clash                  | 10/10                      |
| The Irish Times        | 4 de 5 estrelas.           |
| Now                    | 4/5                        |
| Pitchfork              | 7.9/10 (2006) 10/10 (2012) |
| PopMatters             | 9/10                       |
| Q                      | 3 de 5 estrelas.           |
| Rolling Stone          | 3.5 de 5 estrelas.         |
| URB                    | 4 de 5 estrelas.           |

Donuts foi lançado com aclamação universal dos críticos musicais e, desde então, tem sido um favorito da música cult. O álbum detém uma pontuação de 84 em 100 no site de resenhas agregadas Metacritic, indicando "aclamação universal". Will Dukes, do Pitchfork, escreveu que Donuts mostra Dilla prestando homenagem aos "mesmos sons que ele modernizou" e, nesse sentido, o álbum "é pura arte pós-moderna, que é o objetivo do hip-hop em primeiro lugar". Michael Frauenhofer do PopMatters descreveu Donuts como um "álbum de explosões e contenção, de equilíbrios precisamente elaborados e colapsos absurdos, da justaposição sem sentido e comovente do mais poderoso dos sonhos".  Nathan Rabin do AV Club observou a "capacidade de torcer e contorcer samples em novas formas irreconhecíveis" de Dilla e concluiu que "como um álbum de um dos produtores mais reverenciados do rap em uma das gravadoras mais respeitadas do hip-hop, Donuts se qualificaria como um lançamento bastante importante em qualquer circunstância, mas a morte recente de J Dilla confere-lhe significado e gravidade adicionais." Andy Kellman do AllMusic escreveu que Donuts "tem uma ressonância mais profunda do que qualquer um poderia esperar ou mesmo imaginar" dada a morte de Dilla logo após seu lançamento e, em última análise, "pode ser o único lançamento que melhor reflete sua personalidade".  Dando-lhe uma menção honrosa de três estrelas em sua crítica para o MSN Music, Robert Christgau chamou Donuts de "mais sobre momentos do que sobre o flow, o que é estranho quando você pensa sobre isso".
Em uma coluna convidada de 2007 para a Pitchfork, Panda Bear do Animal Collective afirmou que Donuts foi "De longe o álbum que mais ouvi no ano passado, e sinto que quase todas as músicas que eu poderia dizer são minhas favoritas." O serviço de música online Rhapsody classificou o álbum em terceiro lugar na lista dos "Melhores Álbuns da Década de Hip-Hop". Donuts ficou em nono lugar na contagem regressiva Essential 50 da Clash em abril de 2009 e a revista escreveu mais tarde que seu "legado é inegável". Em uma revisão de 2012 do box set Donuts 45, a Pitchfork concedeu ao álbum uma classificação revisada de 10/10, com o crítico Nate Patrin escrevendo: "É um favorito amplamente elogiado por tantas pessoas, e ainda assim há algo em Donuts que parece tão declaração intensamente pessoal". Q, em 2017, chamou isso de "tour de force na criação de beats pós-moderna".

### Outras aparições de faixas
Muitos rappers rimaram ao som dos instrumentais de Donuts, tanto em lançamentos oficiais quanto não oficiais. As faixas "One for Ghost" e "Hi" foram usadas em Fishscale de Ghostface Killah, sob os nomes "Whip You With a Strap" e "Beauty Jackson", respectivamente. Ghostface Killah também usou "Geek Down" para a música "Murda Goons", lançada em seu álbum Hidden Darts: Special Edition. O álbum póstumo de J Dilla, The Shining, também lançado com novos versos em Common's Finding Forever, usa uma versão reeditada de "Bye". Após a morte de Dilla, The Roots usou "Time: The Donut of the Heart" para seu tributo a J Dilla "Can't Stop This" no álbum Game Theory. Em 2005, a faixa "Mash" foi cantada por MF DOOM e Guilty Simpson na faixa "Mash's Revenge", que aparece na compilação "B-Ball Zombie War" da Stones Throw. DOOM também usou "Anti-American Graffiti", que apareceu no lançamento de Dilla Ghost Doom, Sniperlite, bem como "Lightworks" em uma faixa de mesmo nome em seu álbum Born Like This. Outros rappers que usaram instrumentais de Donuts em mixtapes e lançamentos fora do álbum incluem Drake, Nas, Talib Kweli, Jay Electronica, Big Sean, Big Pooh, Charles Hamilton, e Lupe Fiasco.
A Cartoon Network usou muitas das faixas do álbum como música de fundo durante o bloco de programação Adult Swim. O Adult Swim, que mantém parceria com a gravadora Stones Throw, citou a faixa "Stepson of the Clapper" como sua favorita. Em 2017, Dave Chappelle usou "Workinonit" como música tema para seus dois especiais stand-up da Netflix.

## Faixas
| N.º | Título                         | Duração |  |
| 1.  | "Donuts (Outro)"               | 0:11    |  |
| 2.  | "Workinonit"                   | 2:57    |  |
| 3.  | "Waves"                        | 1:38    |  |
| 4.  | "Light My Fire"                | 0:35    |  |
| 5.  | "The New"                      | 0:49    |  |
| 6.  | "Stop!"                        | 1:39    |  |
| 7.  | "People"                       | 1:24    |  |
| 8.  | "The Diff'rence"               | 1:52    |  |
| 9.  | "Mash"                         | 1:31    |  |
| 10. | "Time: The Donut of the Heart" | 1:38    |  |
| 11. | "Glazed"                       | 1:21    |  |
| 12. | "Airworks"                     | 1:44    |  |
| 13. | "Lightworks"                   | 1:55    |  |
| 14. | "Stepson of the Clapper"       | 1:01    |  |
| 15. | "The Twister (Huh, What)"      | 1:16    |  |
| 16. | "One Eleven"                   | 1:11    |  |
| 17. | "Two Can Win"                  | 1:47    |  |
| 18. | "Don't Cry"                    | 1:59    |  |
| 19. | "Anti-American Graffiti"       | 1:53    |  |
| 20. | "Geek Down"                    | 1:19    |  |
| 21. | "Thunder"                      | 0:54    |  |
| 22. | "Gobstopper"                   | 1:05    |  |
| 23. | "One for Ghost"                | 1:18    |  |
| 24. | "Dilla Says Go"                | 1:16    |  |
| 25. | "Walkinonit"                   | 1:15    |  |
| 26. | "The Factory"                  | 1:23    |  |
| 27. | "U-Love"                       | 1:00    |  |
| 28. | "Hi."                          | 1:16    |  |
| 29. | "Bye."                         | 1:27    |  |
| 30. | "Last Donut ot the Night"      | 1:39    |  |
| 31. | "Welcome to the Show"          | 1:12    |  |

## Pessoal
Os créditos são adaptados das notas do encarte do álbum.
- J Dilla – produtor
- Peanut Butter Wolf – produtor executivo
- Dave Cooley – masterização
- Jeff Jank – projeto
- Andrew Gura – fotografia

## Créditos de samples
- Donuts (Outro)
  - "Stay with Me" por Gary Davis
- Workinonit
  - "The Worst Band in the World" por 10cc[55]
  - "King of the Beats" por Mantronix
  - "The New Style" por The Beastie Boys[56]
  - "Six Figures" por Skillz e Ras Kass
  - "Pee-Wee's Dance" por Joeski Love
  - "Buffalo Gals" por Malcolm McLaren
  - "Sprite: Melonball Bounce" por Raymond Scott
  - "Yes It's You" por "Sweet" Charles Sherrell
- Waves
  - "Johnny, Don't Do It" por 10cc
  - "King of the Beats" por Mantronix
  - "Intro" por B.R. Gunna
- Light My Fire
  - "Light My Fire" por Africa[57]
  - "My Thang" por James Brown
- The New
  - "What'cha Gonna Wear Tomorrow" por The Detroit Emeralds
  - "The New Style" por The Beastie Boys
- Stop!
  - "You're Gonna Need Me" por Dionne Warwick
  - "Why?" por Jadakiss
  - "Six Figures" por Skillz e Ras Kass
- People
  - "My People... Hold On" by Eddie Kendricks
  - "King of the Beats" by Mantronix
  - "Mujhe Maar Daalo" by Asha Bhosle and Laxmikant-Pyarelal
  - "Here We Go (Live at the Funhouse)" by Run-D.M.C.
- The Diff'rence
  - "The Fruitman" por Kool & the Gang
  - "King of the Beats" por Mantronix
  - "Jungle Boogie" por Kool & the Gang
  - "Six Figures" por Skillz e Ras Kass
- Mash
  - "Golden Apples Pt. 2" por Galt MacDermot
  - "Season of the Witch" por Lou Rawls
  - "Dance Contest" por Frank Zappa
- Time: The Donut of the Heart
  - "All I Do Is Think of You" por The Jackson 5
  - "Yes It's You" por "Sweet" Charles Sherrell
  - "Strangers in the Night" por "Sweet" Charles Sherrell
- Glazed
  - "You Just Can't Win (By Making the Same Mistake)" por Gene Chandler e Jerry Butler
  - "Dreams" por Ramsey Lewis
  - "Ball of Confusion (That's What the World Is Today)" por Edwin Starr
  - "Season of the Witch" por Lou Rawls
- Airworks
  - "I Don't Really Care" por L.V. Johnson
- Lightworks
  - "Lightworks" por Raymond Scott[58]
  - "King of the Beats" por Mantronix
  - "Bendix 1: The Tomorrow People" por Raymond Scott
  - "Six Figures" por Skillz e Ras Kass
- Stepson of the Clapper
  - "Long Red (Live)" por Mountain
- The Twister (Huh, What)
  - "Kick the Can (Part 1)" por Fred Frith
  - "Cloud Nine (Live)" por The Temptations
  - "For Once in My Life (Live)" por Stevie Wonder
  - "Buffalo Gals" por Malcolm McLaren
  - "His Name Is Mutty Ranks" por A Tribe Called Quest
  - "Pee-Wee's Dance" por Joeski Love
- One Eleven
  - "A Legend in Its Own Time" por Smokey Robinson and The Miracles
  - "Here We Go (Live at the Funhouse)" por Run-D.M.C.
  - "King Tim III (Personality Jock)" por The Fatback Band
- Two Can Win
  - "Only One Can Win" por The Sylvers
- Don't Cry
  - "I Can't Stand (to See You Cry)" por The Escorts
  - "Comedy Routine: Hello, Young Lovers / Cloud Nine / If I Didn't Care" por The Temptations
- Anti-American Graffiti
  - "Family Tree" por Tin Tin
  - "Pee-Wee's Dance" por Joeski Love
  - "Emergency Program Over-Ride" por David Ossman[59]
- Geek Down
  - "Charlie's Theme" por The Jimi Entley Sound
  - "UFO" por ESG
- Thunder
  - "Sweet Misery" por Martha Reeves
  - "King of the Beats" por Mantronix
  - "Who's Making Love (Live)" por Bobby Taylor
  - "I Can't Turn You Loose (Live)" por Blinky
  - "For Once in My Life (Live)" por Stevie Wonder
  - "Sing a Simple Song (Live)" por The Originals
- Gobstopper
  - "To the Other Man" por Luther Ingram
  - "King of the Beats" por Mantronix
- One for Ghost
  - "To the Other Man" por Luther Ingram
  - "King of the Beats" por Mantronix
- Dilla Says Go
  - "Rubber Bands" por The Trammps
  - "Do Ya Thing" por B.R. Gunna
  - "No Games" por Jaylib
  - "Intro" por B.R. Gunna
- Walkinonit
  - "Walk on By" por The Undisputed Truth
  - "Six Figures" por Skillz and Ras Kass
- The Factory
  - "Animosity" por Fred Weinberg
  - "King of the Beats" por Mantronix
  - "Mean Old Devil" por Bruce Haack
- U-Love
  - "Just Because I Really Love You" por Jerry Butler
  - "Do Ya Thing" por B.R. Gunna
  - "Intro" por B.R. Gunna
- Hi.
  - "Maybe" por The Three Degrees
- Bye.
  - "Don't Say Goodnight (It's Time for Love) (Parts 1 and 2)" por The Isley Brothers
- Last Donut of the Night
  - "To You with Love" por The Moments
  - "Rainbow '65" por Gene Chandler
- Welcome to the Show
  - "When I Die" por Motherlode
  - "Stay with Me" por Gary Davis

## Gráficos
| Chart (2006) | Posição |
| ------------ | ------- |
| 21           | 21      |

## Trabalhos citados
- Ferguson, Jordan (2014). J Dilla's Donuts. Col: 33⅓. [S.l.]: Bloomsbury Academic. ISBN 9781623561833